# 投8線
投8線，牛屎崎－雙叉港，是位於南投縣的一條鄉道，西起南投縣草屯鎮牛屎崎，東至南投縣草屯鎮雙叉港，全長1.660公里。1966年此路首次列入鄉道系統，並保持相同編號與路線至今，未因御富路、登輝路的開闢工程而改線。

## 路線說明
南投縣
- 草屯鎮：牛屎崎0.0k（起點，台3甲線岔路）→ 僑光街 → 御富路右轉 → 御富路284巷左轉 → 登輝路左轉 → 雙叉港1.660k（終點，玉屏路口。投6線岔路）

## 沿線地標
- 草屯療養院
- 嘉荖山示範公墓

## 外部連結
- 投8線（蛋頭的奇想世界） （页面存档备份，存于）
- 民國55年南投縣鄉道列表（上）  （页面存档备份，存于）